# Резниково (Харьковская область)
Резнико́во (укр. Різникове) — село,
Резниковский сельский совет,
Волчанский район,
Харьковская область.
Код КОАТУУ — 6321686801. Население по переписи 2001 года составляет 330 (156/174 м/ж) человек.
Является административным центром Резниковского сельского совета, в который, кроме этого села, входят сёла
Бузово,
Красный Яр,
Лошаково,
Лукашово,
Хижняково,
Черняков и
посёлок Сердобино.

## Географическое положение
Село Резниково находится возле урочище Бедин, примыкает к селу Лукашово. По селу протекает пересыхающий ручей, на котором сделана запруда.

## История
- 1695 — дата основания.
- При СССР в селе действовал колхоз "Заповит Ильича" (укр. Заповiт Iльича).[1]

## Экономика
- В селе есть молочно-товарная ферма.

## Достопримечательности
- Братская могила советских воинов.